# Johann Albrecht Siegwitz
Johann Albrecht Siegwitz, né à Bamberg et mort vers 1756 à Breslau, est un sculpteur baroque allemand qui est actif à Prague, puis à Breslau.

## Biographie
Ses dates sont inconnues. Il est vraisemblable qu'il ait été appelé à Prague pour y poursuivre son apprentissage et commencer sa carrière. Il est cité pour la première fois en 1724. Ensuite, il s'installe à Breslau en Silésie. Il y crée des œuvres qui frappent par leurs effets d'ombre et de lumière et qui s'inscrivent dans la mouvance de celles des sculpteurs baroques de l'école praguoise, comme Ferdinand Maxmilián Brokoff ou Matthias Bernhard Braun.
Il reçoit des commandes des jésuites pour leur collège de Breslau et leur fameuse Aula Leopoldina. Il collabore avec d'autres artistes, parmi lesquels l'on distingue Christoph Tausch, Franz Joseph Mangoldt, Johann Georg Urbansky, Felix Anton Scheffler, Christian Philipp Bentum, Johann Christoph Handke et le tailleur de pierre Johann Adam Karinger. Ses commandes proviennent des jésuites, des ordres religieux, du diocèse et de la noblesse locale.

## Quelques œuvres
- Église du Saint-Nom-de-Jésus de Breslau: maître-autel (1722-1724), autel de la chapelle Saint-François-Xavier (1729-1734) en collaboration avec Mangoldt, statues de saint Ignace de Loyola et de saint François-Xavier sur un arc triomphal, deux groupes d'anges (1726)
- Collège jésuite de Breslau: statues des vertus cardinales, décor de l'Oratorium Marianum, statue de saint Ignace de Loyola au fronton sud
- Église Sainte-Élisabeth de Breslau: monument funéraire de Georg Treubner (1736), et de Johann Christoph Meyer (1749)
- Cathédrale de Breslau: monument funéraire de Kornelius von Strattmann (après 1734)
- Église des dominicains de Breslau: décor de la façade (vers 1740)
- Statue de saint Jean-Népomucène devant l'église de la Sainte-Croix de Breslau, en collaboration avec Urbansky et Karinger, d'après les dessins de Tausch
- Église Saint-Vincent de Breslau: mausolée de l'abbé Ferdinand von Hochberg, d'après le projet de Christoph Hackner; quatre angelots sous les voûtes; à l'extérieur statues de sainte Barbe, sainte Hedwige, saint Jean-Népomucène et saint Charles-Borromée
- Ancien palais d'été du prince-évêque de Breslau: statues des quatre saisons sur la façade (1749-1750)
- Kammendorf, près de Breslau: statue de saint Jean-Népomucène
- Briese, près d'Oels: statues et décor du château d'Anna von Promnitz
- Zessel, près d'Oels: monument funéraire mural du général Ernst Wilhelm von Salisch (mort en 1711) et de son épouse (morte en 1746) à l'église du village
- Groß Tinz, près de Breslau: sculptures du parc du château (détruit en 1945)

## Statues des vertus cardinales

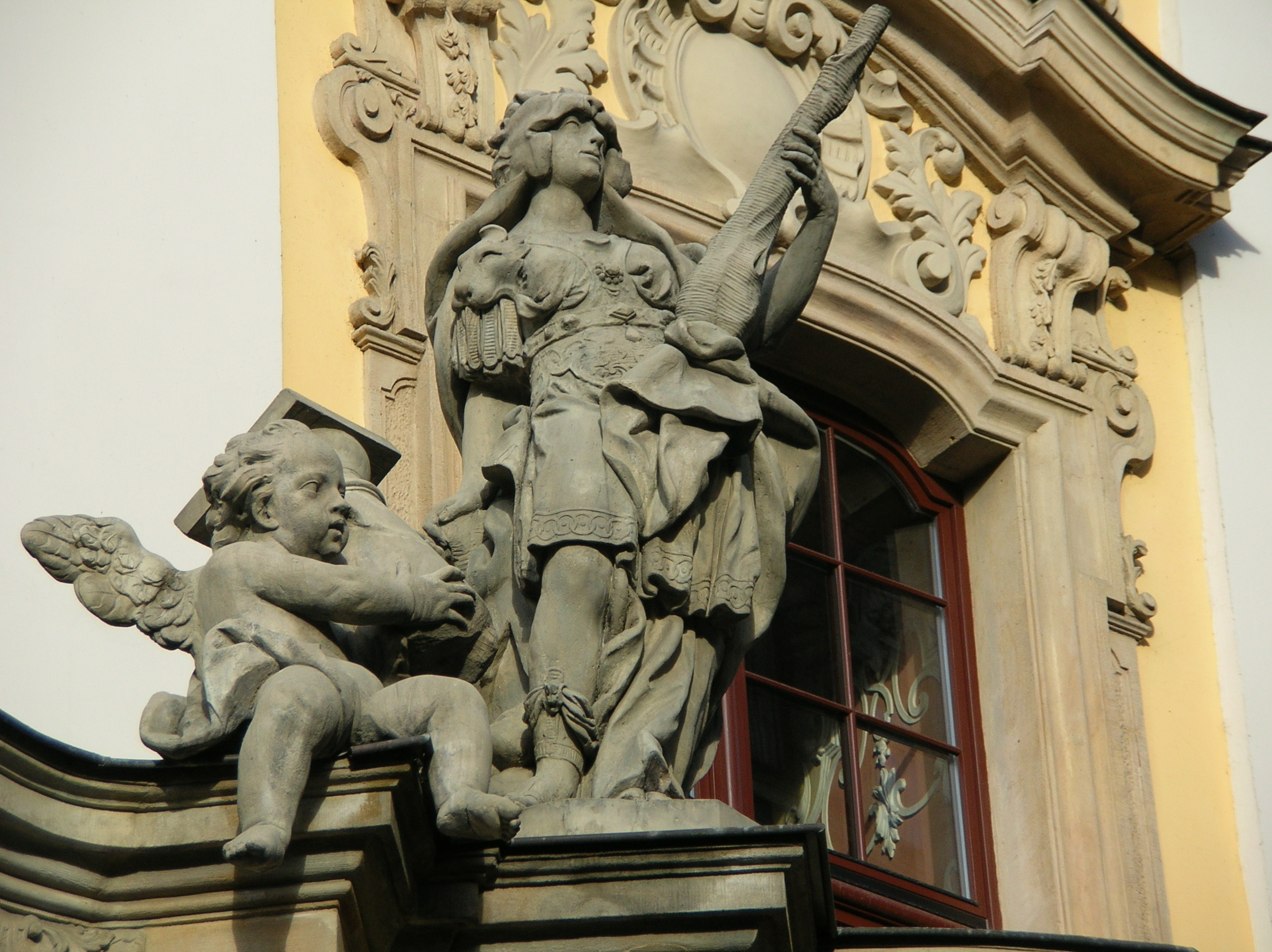
La Tempérance
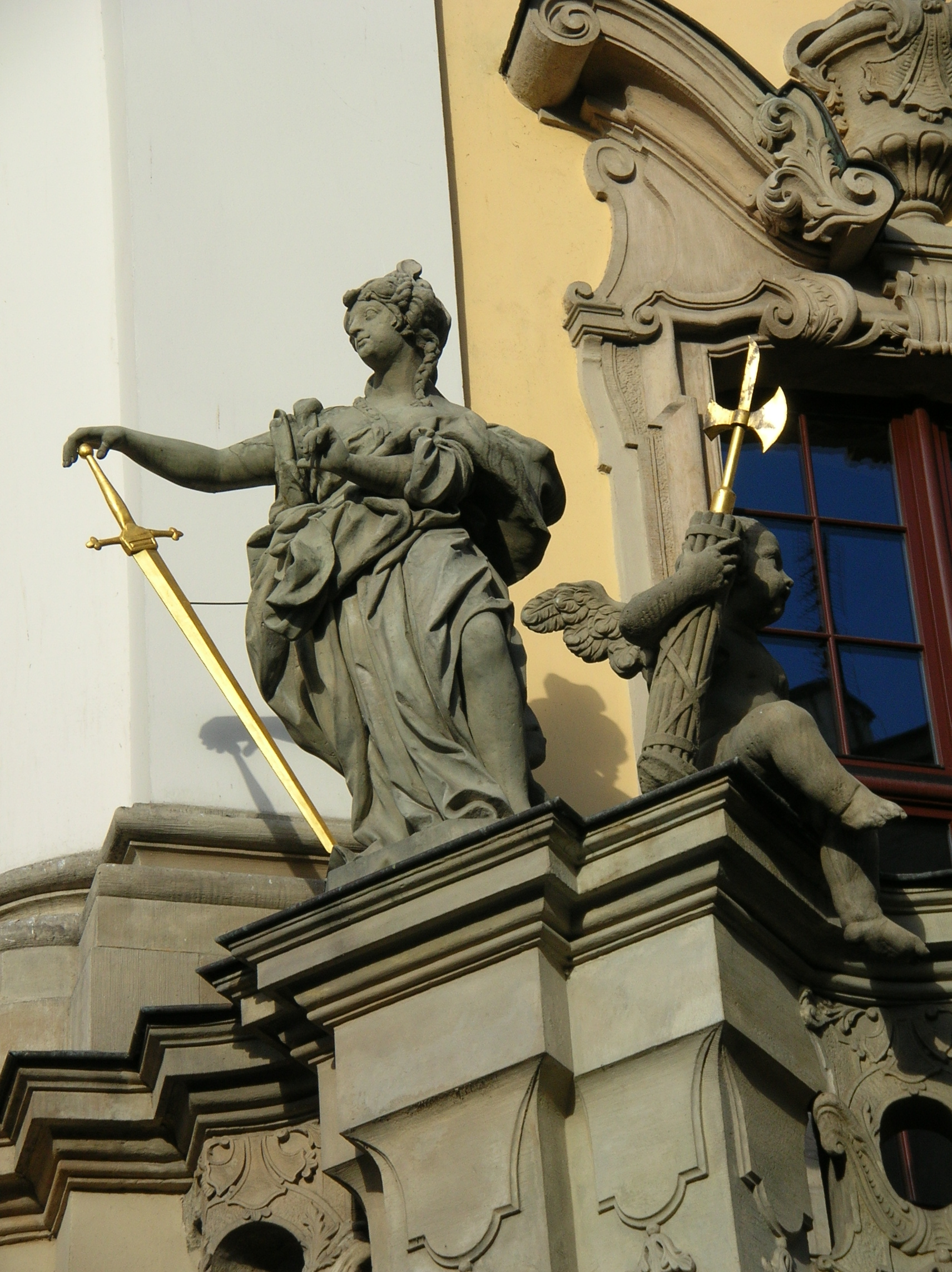
La Justice
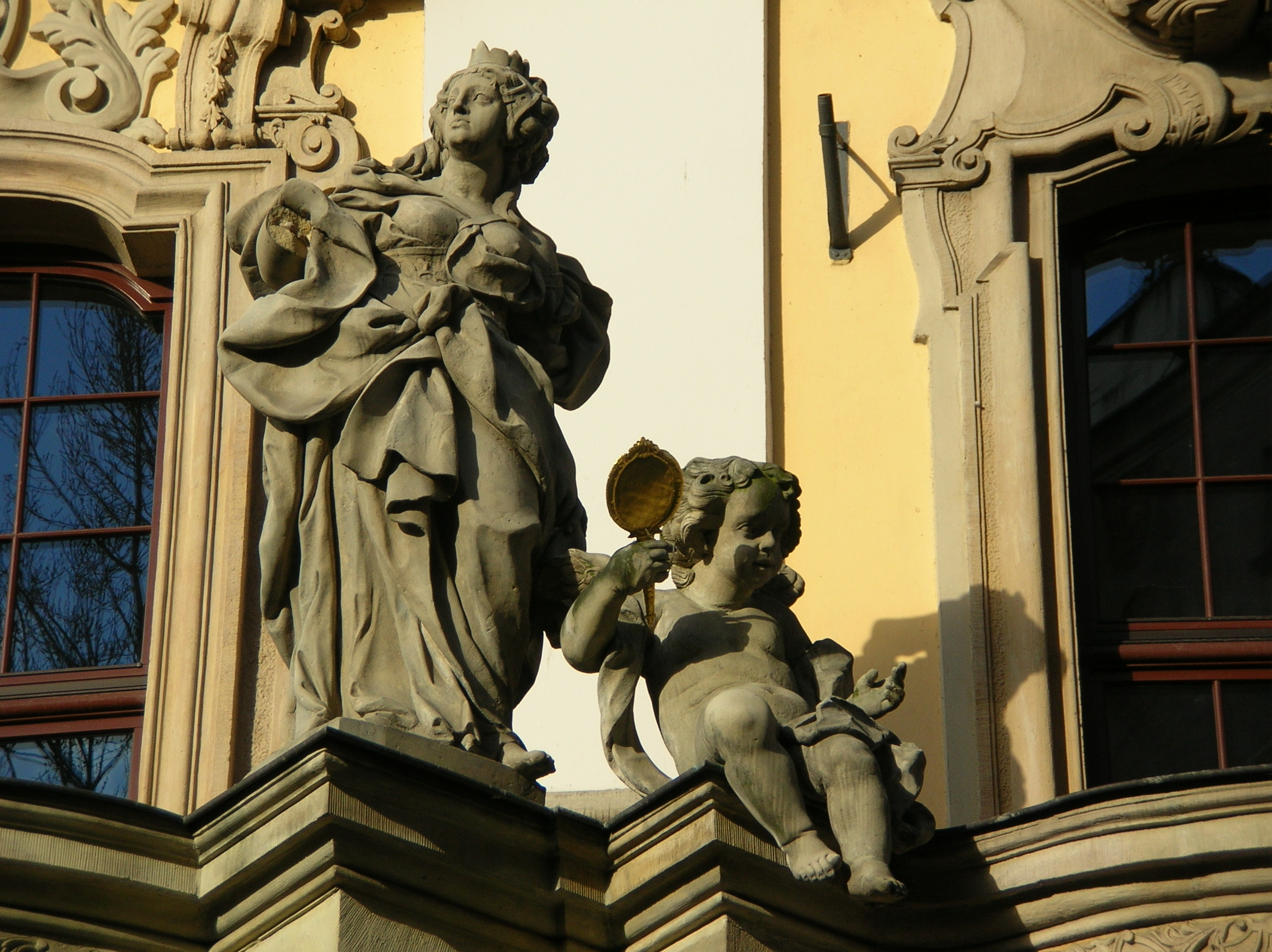
La Prudence
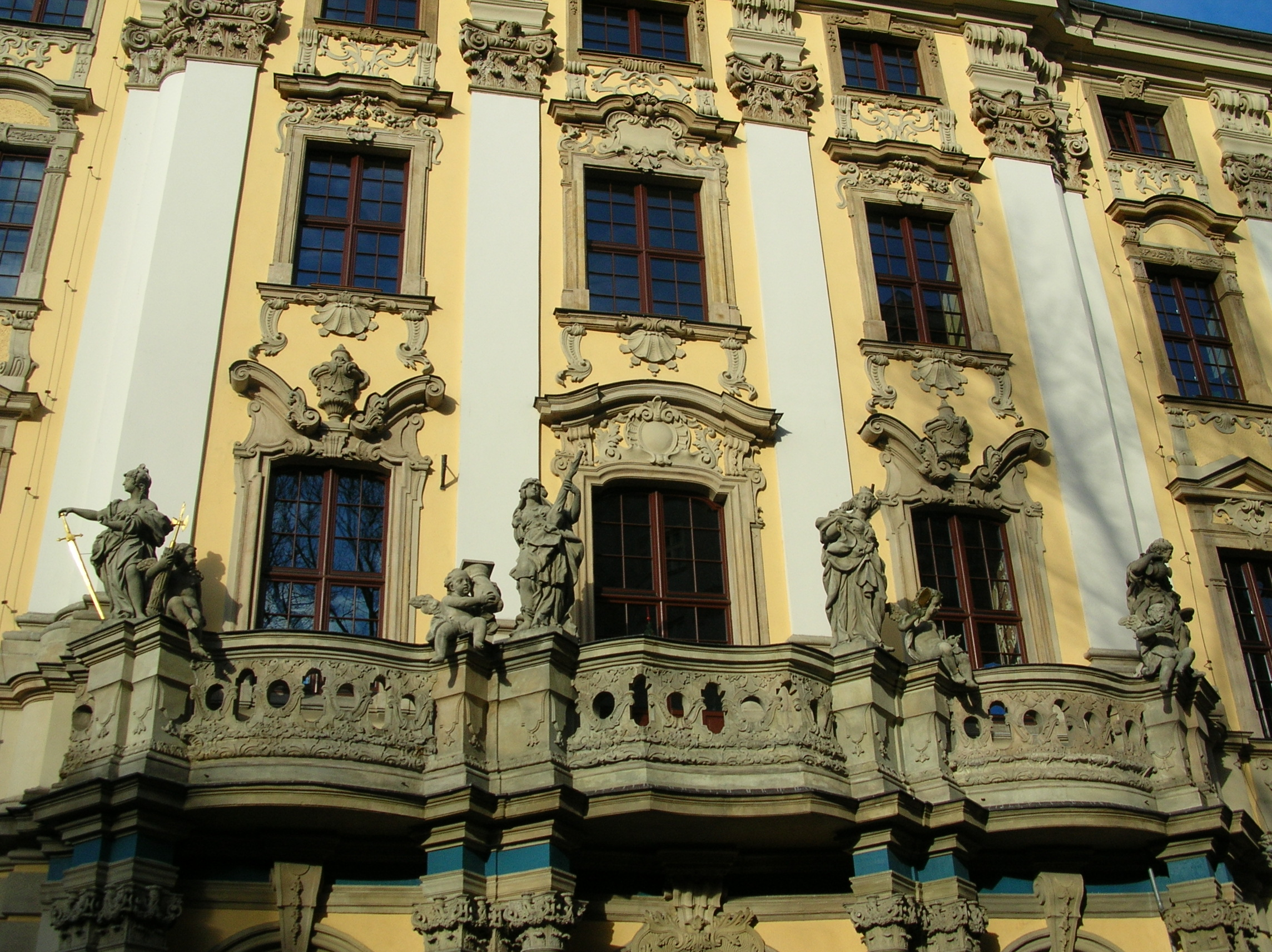
Le balcon du collège avec la Force à droite

## Source
- (de) Cet article est partiellement ou en totalité issu de l’article de Wikipédia en allemand intitulé « Johann Albrecht Siegwitz » (voir la liste des auteurs).